# Megalostrata
Megalostrata is een geslacht van spinnen uit de familie loopspinnen (Corinnidae).

## Soorten
- Megalostrata bruneri (Bryant, 1936)
- Megalostrata depicta (O. P.-Cambridge, 1895)
- Megalostrata monistica (Chamberlin, 1924)
- Megalostrata raptor (L. Koch, 1866)